# Glyptothorax striatus
Glyptothorax striatus es una especie de peces de la familia Sisoridae en el orden de los Siluriformes.

## Morfología
• Los machos pueden llegar alcanzar los 21,5 cm de longitud total.

## Distribución geográfica
Se encuentra en la India: Meghalaya y Sikkim.